# Moshe Greenberg
Moshe Greenberg (hebräisch משה גרינברג; * 10. Juli 1928 in Philadelphia; † 15. Mai 2010 in Jerusalem) war ein US-amerikanisch-israelischer jüdischer Religionswissenschaftler, Judaist und Hochschullehrer.

## Biografie
Nach dem Schulbesuch studierte er Bibelwissenschaften und Assyriologie an der University of Pennsylvania und schloss dieses Studium 1954 mit der Promotion zum Doctor theologiae ab. Zugleich studierte er am Jüdischen Theologischen Seminar (Jewish Theological Seminary of America) Judaica und erhielt nach dessen Beendigung die Ordination zum Rabbiner.
1964 wurde er zum Professor für Bibelwissenschaften und Judaica an die University of Pennsylvania berufen.
1970 emigrierte er schließlich nach Israel und nahm dort einen Ruf als Professor für Jüdische Studien an der Hebräischen Universität Jerusalem an.
Greenberg zählte zu den bedeutendsten jüdischen Bibelforschern und beschäftigte sich unter anderem mit dem Sabbat sowie den Büchern Mose und Ezechiel, zu dem er einen zweibändigen Kommentar verfasste, in dem er auch beschrieb „wie das Verbot von Mord in den Abrahamitischen Religion zu einem unverbrüchlichen Tabu wegen des wachsenden Glaubens der menschlichen Beziehung zu Gott“ wurde.
Greenberg wurde 1994 als Erstem der Israel-Preis für Bibelstudien verliehen, die höchste Auszeichnung des Staates Israel. 1987 wurde er in die American Academy of Arts and Sciences gewählt.

## Veröffentlichungen
- Understanding Exodus. Behrman House u. a., New York NY 1969 (The Heritage of Biblical Israel 2, 1).
- Ezekiel 1–20. Anchor Yale Bible Commentaries, 1983, ISBN 0-385-00954-2.
- Ezechiel 1-20. Herders theologischer Kommentar zum Alten Testament. Herder, Freiburg i. Br. 2001, ISBN 3-451-26842-6.
- Ezechiel 21-37. Herders theologischer Kommentar zum Alten Testament. Herder, Freiburg i. Br. 2005, ISBN 3-451-26843-4.